# Faltak

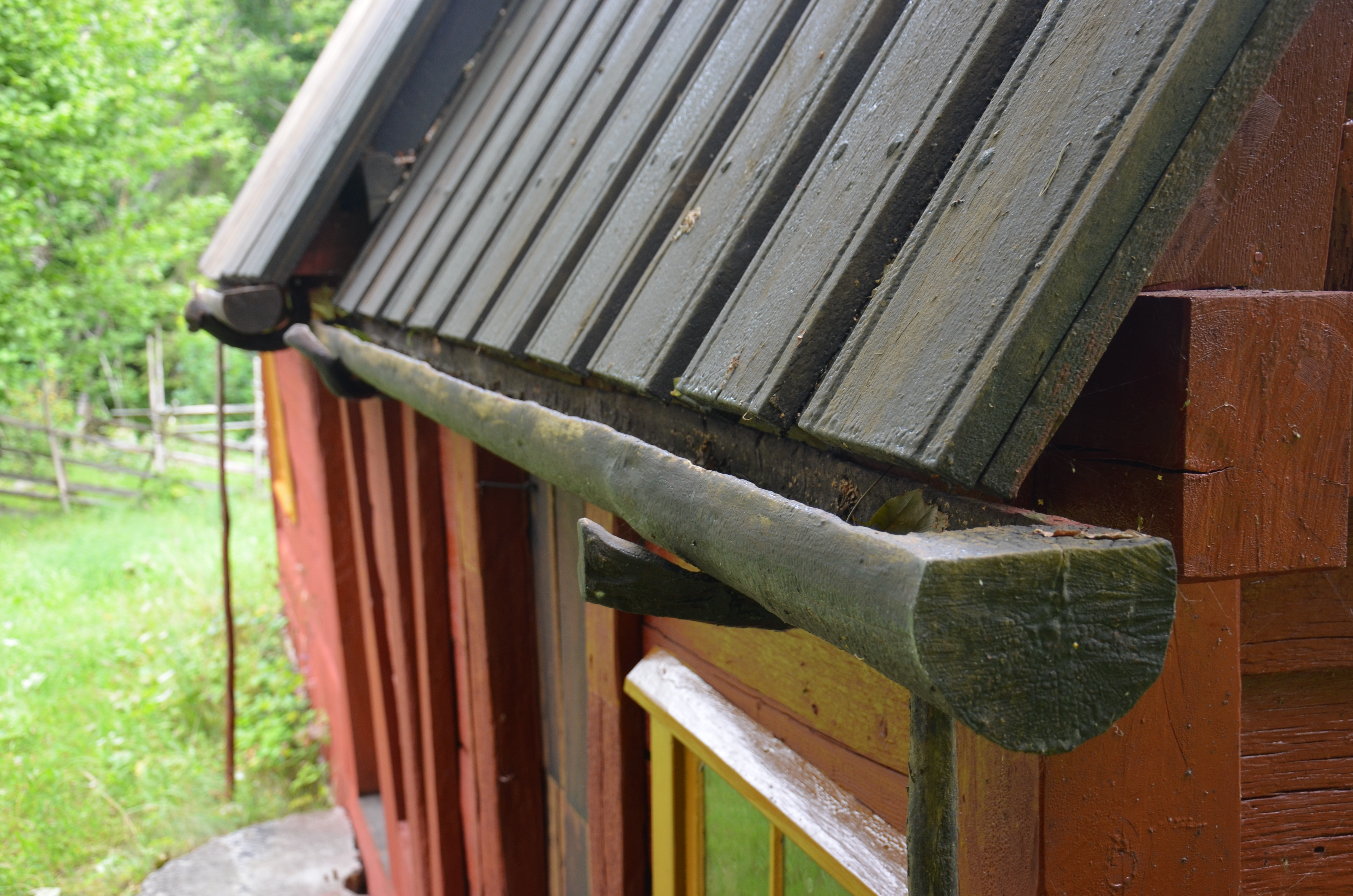
Faltak med hängränna i trä, Danielssons torp i Tingstäde på Gotland

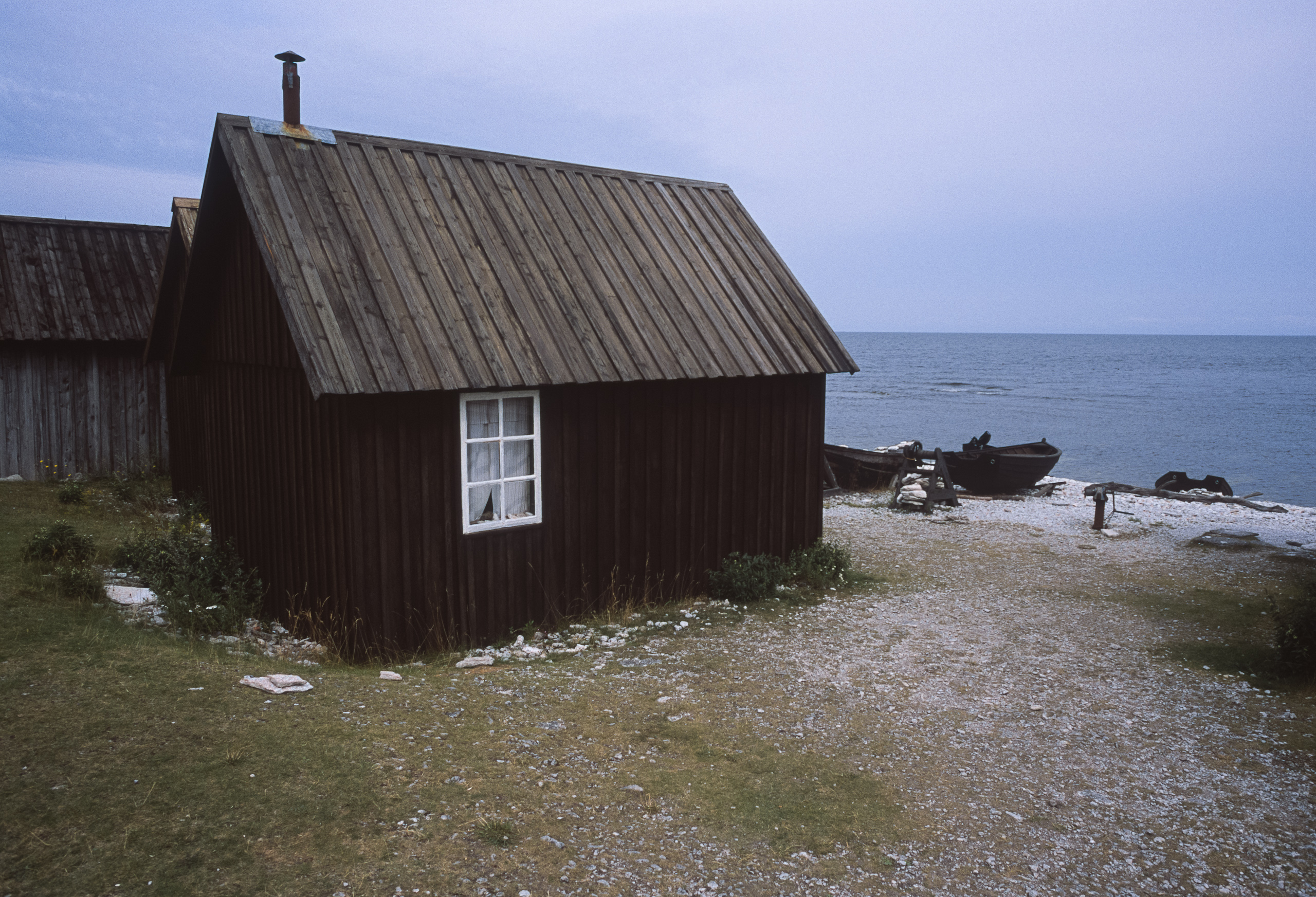
Faltak på fiskebod i Helgumannen på Gotland

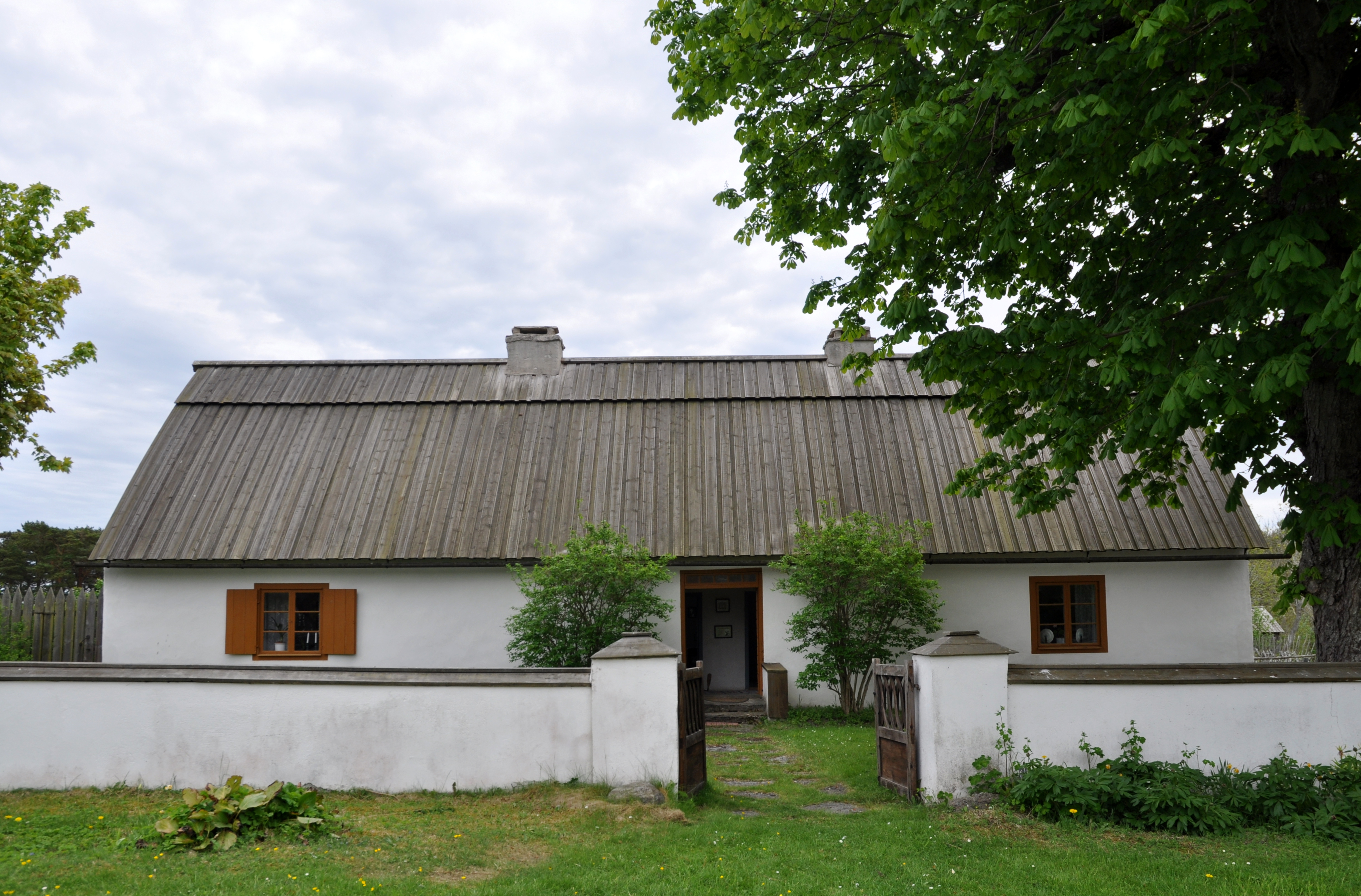
Faltak på Vike minnesgård på Gotland

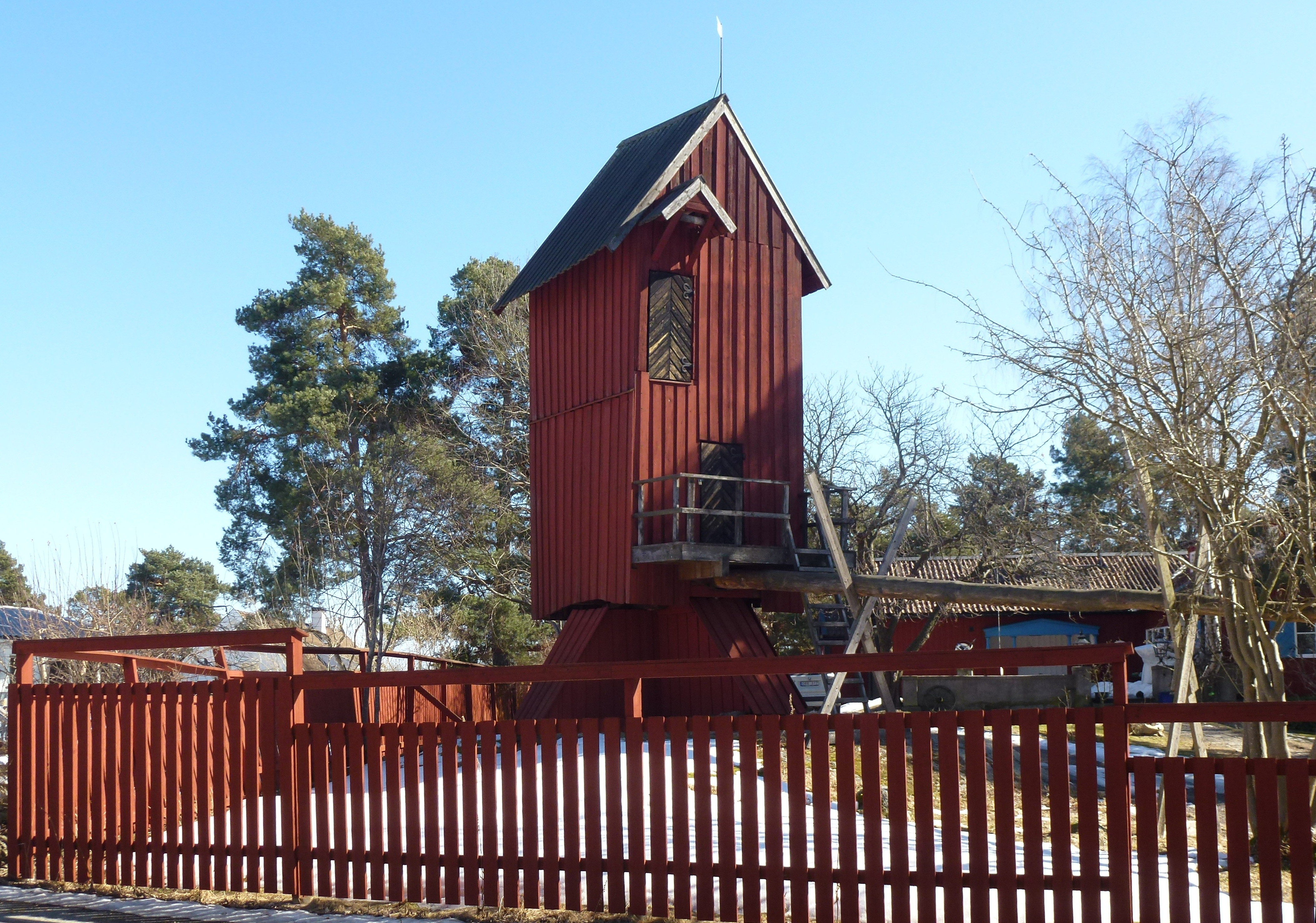
Bo kvarn i Lidingö från 1816, med faltak, senast nylagt 2014.

Faltak, eller brädtak, är ett yttertak av brädor, så kallade falor eller falbrädor. De kan läggas som lockpanel med underbrädor med utrymme emellan samt överbrädor som lock, eller som slätt tak med brädor tätt intill varandra samt ett dräneringsspår som skiljer brädorna åt. Traditionellt har faltak lagts oftast som lockpanel,
Ett traditionellt faltak består av ett underlager och ett överlager av liggande takbrädor i takets fallriktning. Falorna, som normalt har frästa eller hyvlade skåror i längdriktningen för dränering, läggs omlott. Underlagrets brädor läggs med märgsidan uppåt, så att sidorna böjs uppåt när de torkar och kupar sig. Taket konstrueras så att det kan luftas och eventuell fukt ges möjlighet att rinna av eller ventileras bort.
Brädtak görs med fördel av kärnvirke. Takbrädorna som används till faltak har traditionellt varit obehandlad furu, men kan vara av andra träslag som tryckimpregnerad furu, lärk eller jättetuja.  
En vanlig läggning innebär att vattenrännor fräses eller hyvlas mot vardera sidan, på underfalans ovandel och på överfalans undersida, och att sedan falbrädorna läggs så att överfalan täcker mellanrummet mellan två underfalor samt att överfalornas dräneringsspår passas in över underfalornas.
Ett korrekt lagt brädtak kan hålla mellan 30 och 50 år. Taket kan lämnas obehandlat eller tjäras ungefär vart femte år. Det behöver inte läggas om i sin helhet, utan vid skada kan utbyte ske av enbart de skadade falorna. 
I Sverige är faltak vanligast på Gotland,